# Raúl Servín
Raúl Servín Monetti (29 d'abril de 1963) és un exfutbolista mexicà.

## Selecció de Mèxic
Va formar part de l'equip mexicà a la Copa del Món de 1986.